# Olympia. Der achte Rath-Roman.
Olympia ist ein historischer Roman des deutschen Autors Volker Kutscher, der 2020 im Piper Verlag erschien. Es handelt sich um den achten Kriminalroman in der Serie um den Kriminalkommissar Gereon Rath. Der Roman spielt vorrangig im Sommer des Jahres 1936, während der XI. Olympischen Spiele in Berlin.

## Handlung
Berlin 1936 – In der Hauptstadt finden die Olympischen Spiele statt. Die Metropole ist zur Kulisse für die Selbst- und Außendarstellung der Nationalsozialisten geworden und präsentiert sich den Touristen und Sportfans als weltoffen und freundlich. Der 15-jährige Fritze Thormann leistet Jugendehrendienst bei Olympia und begleitet die amerikanische Mannschaft im olympischen Dorf. Während eines Dienstganges wird er Zeuge, wie in der Kantine der amerikanische Sportfunktionär und Industrielle Walter Morgan stirbt – augenscheinlich an Herzversagen.
Oberkommissar Gereon Rath wird vom LKA abkommandiert, um für den SD verdeckt vor Ort zu ermitteln. Die Obduktion hatte ergeben, dass Morgan vergiftet worden war. Die Nationalsozialisten fürchten, dass der Mord erfolgte, um die Olympischen Spiele in Deutschland gegenüber der Weltöffentlichkeit zu diskreditieren. Man hat viel getan, um das äußere Bild des NS-Staats mittels des Sports aufzupolieren, alles Provokante für die Wochen der Wettkämpfe aus der Öffentlichkeit verbannt – nun soll auch keine Sabotageaktion von Gegnern des Regimes den propagandistischen Coup mehr gefährden. Daher wird der Todesfall im olympischen Dorf offiziell und auch gegenüber der Witwe des Verstorbenen als ein natürlicher Tod dargestellt. Bei seinen Ermittlungen stößt Rath auf Indizien, die ihn ins Hotel Esplanade führen, wo Morgan residiert hatte. Allerdings kann er der Spur nicht nachgehen, da im olympischen Dorf erneut ein Mord geschieht – dieses Mal ein Offizier der Wehrmacht, der mit einer Injektion Heroin getötet wurde. Zwar stellt die SS das Opfer als den Tod eines Morphinisten dar, doch Raths ehemalige Kollegen Reinhold Gräf und Sebastian Tornow, die sich beide in der SS hochgedient haben, vermuten kommunistische Drahtzieher hinter den Morden. Rath soll daher in diese Richtung ermitteln.
Nachdem Rath seiner Frau Charly von den Geschehnissen berichtet hatte, heuert sie im Hotel als Aushilfe an, um auf eigene Faust verdeckt vor Ort ermitteln zu können. Dort freundet sie sich mit ihrer neuen Kollegin Marie an. Während ihrer Suche stößt sie auf Hinweise, die Raths Theorie bestätigen. Morgan wurde vom Hotel aus vergiftet. Es stellt sich heraus, dass Marie, eigtl. Apothekersgehilfin, Morgan umgebracht hatte. Ihr Verlobter, ein Gewerkschafter, der vor den Nazis nach Chicago geflüchtet war, war in der Fabrik von Morgan bei einem angeblichen Arbeitsunfall umgekommen. Dessen Gewerkschaftskollegen hatten Marie mit einem Brief dazu gebracht, ihren Verlobten zu rächen. Daher hatte sie als Apothekerin gekündigt und im Hotel Esplanade als Küchengehilfin angefangen, um in die Nähe von Morgan gelangen zu können.
Derweil weitet sich die Mordserie aus: Landesweit fallen weitere Soldaten Anschlägen zum Opfer oder kommen bei auffälligen Unfällen ums Leben. Rath findet heraus, dass sie alle eine gemeinsame Vergangenheit haben: Alle dienten im Oktober 1935 in der Leibwache von Herrmann Göring und hatten den Auftrag erhalten, den ehemaligen Gangsterboss Marlow zu töten. Die Aktion misslang jedoch und Marlow konnte entkommen. Offensichtlich möchte nun jemand die Zeugen der damaligen Aktion beseitigen. Auch der im olympischen Dorf getötete Offizier war einer dieser Soldaten.
In der Zwischenzeit ist Olympia Morgan, die Witwe des amerikanischen Funktionärs, in Berlin eingetroffen, um die Leiche ihres Mannes zu identifizieren und in die USA zu überführen. Obersturmbannführer Sebastian Tornow übernimmt während ihres Berlinaufenthaltes die Begleitung der Dame, um sicherzustellen, dass sie auch an die Theorie des Herzversagens glaubt.
Anlässlich der Olympischen Spiele kehrt auch Abraham Goldstein mit seiner Frau nach Berlin zurück. Er verknüpft die Reise mit Dienstgeschäften, die ihn u. a. nach Elberfeld führen, wo er von einem Assistenten von Felix Hoffmann das Rezept für Heroin erwirbt. Rath trifft in einer Jazz-Bar in Berlin zufällig auf Goldstein. Bei seinen Ermittlungen findet er heraus, dass Goldstein der Mörder der Soldaten ist. Die Morde erfolgten auf Bitte von Marlow, dem nach den Ereignissen im Vorjahr die Flucht in die USA gelungen war. Als Letzter auf der Liste steht Reichsminister Göring, den Goldstein am Rande einer Gartenparty vergiften möchte.
Charly findet heraus, dass Olympia Morgan Marie zum Mord an ihrem Mann aufgestachelt hatte, damit sie alleine die Geschäfte des Unternehmens führen kann. Zu diesem Zweck hatte sie den Brief verfasst, in dem sie sich als Gewerkschaftskollege von deren verstorbenem Verlobten ausgab. Auch an dem Tod von Maries Verlobten war sie beteiligt gewesen. Olympia Morgans Taten bleiben jedoch ohne Konsequenzen und sie verlässt nach den Spielen Berlin.
Aufgrund der politischen und gesellschaftlichen Entwicklungen in Deutschland entscheiden sich Charly und Rath, das Land am letzten Tag der Olympischen Spiele mit gefälschten Pässen in Richtung Prag zu verlassen. Allerdings steht für Rath zuvor noch ein Diensttermin an. Zusammen mit Gräf soll er Goldstein auf der Gartenparty von Göring auflauern, um diesen als Mörder der getöteten Soldaten zu verhaften. Was Rath nicht weiß: Gräf hat von Tornow den Auftrag, sowohl Goldstein als auch Rath selbst bei diesem Ereignis zu erschießen. Als Goldstein in Görings Villa von beiden während der Vorbereitung des Anschlags erwischt wird, kann er fliehen. Rath verfolgt ihn. Am Landwehrkanal wird er jedoch von Goldstein aus dem Hinterhalt überrascht. Bevor Goldstein Rath erschießen kann, wird Goldstein vom herbeieilenden Gräf getötet. Gräf lässt Rath entkommen und drängt diesen dazu, in den Landwehrkanal zu springen.
Charly steht am letzten Tag der Olympischen Spiele alleine am Bahnhof. Rath taucht nicht auf; daher entscheidet sie sich gegen eine Abreise. Kurz darauf erhält sie Besuch von Gräf, der ihr den Tod von Gereon Rath mitteilt.
Rath selbst versteckt sich im Rheinland und nimmt eine neue Identität an. Da diese nach einigen Monaten auffliegt, besteigt Rath im Mai 1937 die Hindenburg und verlässt Deutschland. Das Buch endet mit den Worten des amerikanischen Reporters Herbert Morrison, der den Absturz des Luftschiffes schildert.

## Historischer Hintergrund

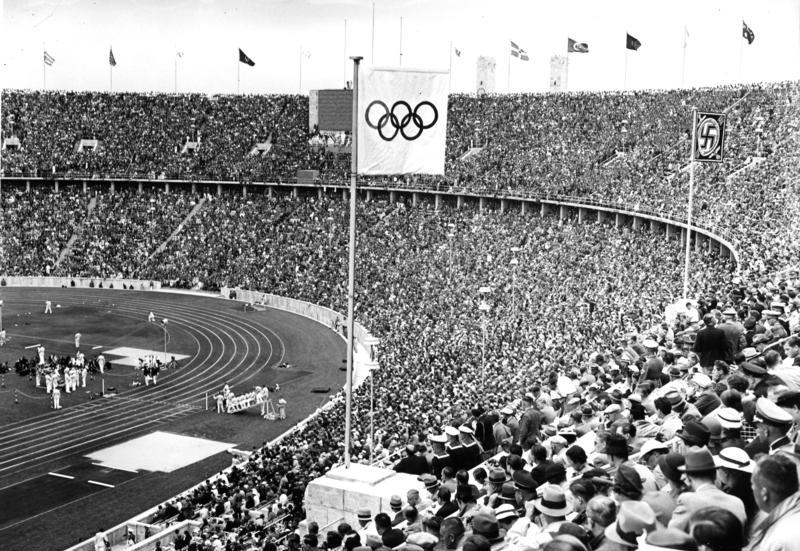
XI. Olympische Spiele im Olympiastadion Berlin

Die XI. Olympischen Spiele 1936 fanden vom 1. bis 16. August in Berlin statt und waren die ersten Spiele, die in großem Umfang im Fernsehen übertragen wurden. Das NS-Regime nutzte die Veranstaltung für seine propagandistischen Ziele.
Die Spiele wurden in großem Maßstab vorbereitet, darunter der Bau des Olympiastadions, das 100.000 Zuschauer fasste. Es wurden 49 Nationen und etwa 4.000 Athleten erwartet, die in 25 Disziplinen und in 129 Wettkämpfen antraten. Eine bemerkenswerte Neuerung war der Fackellauf, der die olympische Flamme von Olympia in Griechenland nach Berlin brachte, eine Tradition, die bis heute fortgesetzt wird.
Sportlich herausragend war der US-amerikanische Leichtathlet Jesse Owens, der vier Goldmedaillen gewann und damit die rassistische Ideologie des Regimes herausforderte. Owens siegte im 100-Meter-Lauf, 200-Meter-Lauf, Weitsprung und mit der 4-mal-100-Meter-Staffel. Seine Leistungen machten ihn zum Star der Spiele und zu einem Symbol des Widerstands gegen rassistische Unterdrückung.
Insgesamt dominierten die Gastgeber die Spiele, sowohl in der Anzahl der Medaillen als auch in der Inszenierung des Ereignisses. Deutschland führte den Medaillenspiegel mit 89 Medaillen, darunter 33 Goldmedaillen, an.
Die Olympischen Spiele 1936 sind bis heute umstritten. Einerseits stehen sie für beeindruckende sportliche Leistungen und organisatorische Neuerungen. Andererseits sind sie eng mit der Propaganda des NS-Regimes verbunden, das die internationale Aufmerksamkeit nutzte, um seine Ideologie zu verbreiten und seine Macht zu demonstrieren.
Nach den Spielen geriet die internationale Gemeinschaft zunehmend in Konflikt mit Deutschland, was schließlich zum Zweiten Weltkrieg führte. In der Rückschau bleibt die Olympiade von 1936 ein bedeutsames Beispiel dafür, wie sportliche Großereignisse für politische Zwecke instrumentalisiert werden können.

## Trivia
- Die drei Abschnitte im Buch beginnen mit „Citius, altius, fortius“, dem traditionellen Motto der Olympischen Spiele.
- Im Buch werden mehrfach Schlüsselszenen von den XI. Olympischen Spielen beschrieben: So die pompöse Eröffnungszeremonie, die zu einer Propagandaveranstaltung der Nationalsozialisten verkommt, die Siege des Sprinters Jesse Owens sowie die Abschlussveranstaltung. Charly und Gereon wohnen auch dem Ausscheiden der deutschen Fußballmannschaft gegen Norwegen bei, das einzige jemals von Adolf Hitler besuchte Fußballspiel der Nationalmannschaft.
- Die Protagonisten treffen auf eine Reihe von historischen Persönlichkeiten u. a. Leni Riefenstahl, die Sportler Jessie Owens und David Albritton, sowie Hermann Göring.
- Fritze begleitet während seiner Dienstzeit den amerikanischen Springer David Albritton. Bei dessen zweiten Platz am ersten Wettkampftag wird er Zeuge, wie die schwarzen Sportler den Bellamy-Salute zeigen.

## Rezeption
Der Roman erhielt überwiegend positive Kritiken. Ein Großteil der Rezensionen stellt vor allem auf den beklemmenden und düsteren Wandel in der deutschen Gesellschaft sowie die sich enger ziehende Diktatur ab. Irene Binal schreibt im Deutschlandfunk Kultur: „In Volker Kutschers Romanen spiegelt sich der Weg Deutschlands in die Finsternis: Während Gereon Rath in den ersten Bänden noch in einem lebenslustigen Berlin ermittelt, wird die Stimmung von Buch zu Buch düsterer und erreicht in ‚Olympia‘ einen vorläufigen Kulminationspunkt.“ Dietmar Jacobsen auf literaturkritik.de: „Es gelingt Volker Kutscher in Olympia beeindruckend, die für viele Menschen immer bedrohlicher werdende Stimmung in einem Deutschland einzufangen, das sich für einen Monat im Sommer 1936 das Mäntelchen der Weltoffenheit und Völkerverständigung umgehängt hat.“ Nadine Kreuzahler vom rbb konstatiert: „Olympia“ ist ein atmosphärisch dichter Ritt durch über 500 Seiten – beklemmend, düster und gleichzeitig ein Pageturner."

## Fortsetzungen
In der Reihe um Gereon Rath sind bis Oktober 2024 zwei weitere Romane und eine Novelle erschienen:
- Mitte. Galiani Berlin, Köln 2021 (Illustrationen von Kat Menschik).
- Transatlantik. Der neunte Rath-Roman. Piper, München 2022.
- Rath. Der zehnte Rath-Roman Piper, München 2024